# Long Walk Home: Music from the Rabbit-Proof Fence
Long Walk Home: Music from the Rabbit-Proof Fence ist das vierte Soundtrack-Album und das dreizehnte Album insgesamt des englischen Singer-Songwriters und Rock-Musikers Peter Gabriel.

## Veröffentlichung
Es wurde am 15. April 2002 von Real World Records als Soundtrack zu dem Film Long Walk Home (englischer Originaltitel: Rabbit-Proof Fence =Kaninchensicherer Zaun) von Phillip Noyce veröffentlicht. Es war die erste Veröffentlichung neuer Musik von Peter Gabriel seit OVO, einer Auftragsarbeit für die Millennium Dome Show und kurz vor dem erwarteten neuen Studioalbum, das dann im gleichen Jahr unter dem Namen Up veröffentlicht wurde.

## Entstehung
Der Soundtrack zum Film wurde von Peter Gabriel produziert und komponiert (zwei Lieder wurden in Zusammenarbeit mit Richard Evans und David Rhodes komponiert). Er griff bei den Kompositionen auf Elemente der traditionellen Musik der Aborigines zurück.

## Titelliste
Alle Lieder wurden von Peter Gabriel geschrieben, sofern nicht anders angegeben.
1. Jigalong – 4:03
2. Stealing the Children – 3:19
3. Unlocking the Door – 1:57
4. The Tracker – 2:47
5. Running to the Rain – 3:18
6. On the Map – 0:58
7. A Sense of Home – 1:59
8. Go Away Mr Evans – 5:14
9. Moodoo's Secret (Musik von Richard Evans, Peter Gabriel und David Rhodes) – 3:02
10. Gracie's Recapture – 4:40
11. Crossing the Salt Pan – 5:07
12. The Return (Parts 1, 2 and 3) – 10:25
13. Ngankarrparni (Sky Blue – Reprise) – 6:01
14. The Rabbit-Proof Fence (Musik von Richard Evans, Peter Gabriel und David Rhodes) – 1:08
15. Cloudless – 4:49

Die Stücke Ngankarrparni (Sky Blue – Reprise) und Cloudless enthalten geloopte Samples aus dem Stück Sky Blue, das am 23. September 2002 auf dem Album Up von Peter Gabriel veröffentlicht wurde.

## Mitwirkende

### Musiker
- Adzido – Perkussion (2, 9, 10)
- Jerzy Bawół – Akkordeon (8)
- The Blind Boys of Alabama – Gesang (13, 15)
- The Dhol Foundation – Dhol-Trommeln (2, 5, 10)
- Richard Evans – Hackbrett (1, 11), 12-saitige Gitarre (1), Clap Sticks (1–3, 5, 10), Crotales (2), Bassgitarre (5, 9, 11–13, 15), Klavier (6), Gitarre (7), Shaker (8), Tin Whistle (10, 12), Keyboard (13), Akustische Gitarre (15)
- Nusrat Fateh Ali Khan – Gesang (11)
- Babacar Faye – Djembés (9)
- Peter Gabriel – Keyboard (1–5, 7–13, 15), Surdo (1), Clap Sticks (2), Klavier (8, 13, 15), Hauptgesang (10, 13, 15)
- Ganga Giri – Didgeridoo (4–8, 10–12, 15)
- Peter Green – E-Gitarre (13, 15)
- Stephen Hague – Schlagzeug (15)
- B'Net Houariyat – Gesang (5)
- Johnny Kalsi – galoppierende Perkussion (2)
- Manu Katché – Schlagzeug (13, 15)
- Ged Lynch – Schlagzeug (1, 5, 8–10, 13, 15), Perkussion (1, 2, 5, 7, 8, 11, 13, 15), Toms (2)
- Dominique Mahut – Schlagzeug (8)
- James McNally – Bodhran (5)
- Dmitri Pokrovsky – Kaliuka (14)
- Quantec – Bordun (14)
- Doudou N’Diaye Rose – afrikanische Loops (8)
- Chuck Norman – Keyboards (10, 13, 15)
- Hossam Ramzy – Fingerzimbeln (5)
- David Rhodes – Surdu (1–4, 7–12), Perkussion (1), Bass-Keyboard (1), Clap Sticks (2, 3, 5, 10), Gesang (2, 9, 10), Didgeridoo (2, 7), Gitarre (5, 7, 9, 11), Schlagzeug (7), Shaker (8, 11, 12), Gong (12), E-Gitarre (13, 15), Begleitgesang (13, 15), Berimbau (14), Akustikgitarre (15)
- David Sancious – Hammondorgel (13, 15)
- Shankar – Doppelgeige (3, 5–7, 10, 12, 14)
- Assane Thiam – Talking Drum (9)

### Orchestermusiker
- The Electra Strings – Streicher (1, 7, 12)
- The London Session Orchestra – Streicher (3, 5, 11, 12)
- Gavin Wright – Geige (3, 5, 10–13, 15)
- Jackie Shave – Geige (3, 5, 10–13, 15)
- Tomasz Kukurba – Geige (8)

### Zusätzliche Stimmen
- Sheryl Carter – Wehklagen (14)
- Jewess James – Stimmen (1, 7, 11)
- Rosie Goodji – Stimmen (1, 7, 11)
- Jangangpa Group – Stimmen (1, 7, 11)
- Myarn Lawford – Stimmen (1, 7, 11, 14), Klagegesang (2, 14), Gesang (9, 11, 13, 15)
- Ningali Lawford – Klagegesang (2, 14), Gesang (13, 15)
- Elsie Thomas – Stimmen (1, 7, 11)

### Technisches Personal
- Marc Bessant – Grafikdesign
- Merv Bishop – Fotografie
- Tchad Blake – Bearbeitung für das London Session Orchestra
- Michael Brook – zusätzliche Tonaufnahmen, zusätzliche Technik
- Richard Chappell – Schlagzeug-Programmierung (13, 15), Tamburin-Loops (15), zusätzliche Tonaufnahmen
- Tony Cousins – Mastering
- Richard Evans – Arrangements, Mixing, Musikproduktion (1–14), Tonaufnahme
- Peter Gabriel – Schlagzeug-Programmierung (13), Musikproduktion
- Paul Grady – technische Assistenz
- Edel Griffith – technische Assistenz, zusätzliche Tonaufnahmen, zusätzliche Technik
- Stephen Hague – Bass-Programmierung (15), Mixing (15), Musikproduktion (15)
- Sarah Koschak – Tonaufnahme der Vögel und Dingos (1, 4, 7, 9, 10–12)
- Marco Migliari – technische Assistenz
- Susie Millns – Design-Koordination
- Dorothy Napangardi – Cover-Gestaltung
- Matthew Nettheim – Fotografie
- Chuck Norman – Programmierung (9, 10, 13, 15)
- Steve Orchard – zusätzliche Tonaufnahmen, zusätzliche Technik
- Jimmy Pike – Bild auf der Rückseite des CD-Booklets und -Inneninlays und der Gestaltung der CD
- Kevin Quah – Assistent für zusätzliche Tonaufnahmen, Assistent für zusätzliche Technik
- David Rhodes – Arrangements, Mixing (1–14), Musikproduktion (1–14)
- Dan Roe – technischer Assistent
- Andrew Skeoch – Tonaufnahme der Vögel und Dingos (1, 4, 7, 9, 10–12)
- Alex Swift – Programmierung (8, 13, 15)
- Penny Tweedie – Fotografie
- Yang – Assistent zusätzliche Tonaufnahme, Assistent zusätzliche Technik
- Derek Zuzarte – zusätzliche Tonaufnahmen, zusätzliche Technik

## Rezeption

### Rezensionen
Das Billboard-Magazin nahm Long Walk Home in seine Rezensionen in der Rubrik Spotlights auf und befand, es verdiene „besondere Aufmerksamkeit aufgrund seiner musikalischen Verdienste und/oder seines Potenzials für die Billboard-Charts“. Billboard-Rezensent Bradley Bambarger empfahl das Album den Fans von Gabriels Album Passion: Music for The Last Temptation of Christ – dem Soundtrack zu dem Film Die letzte Versuchung Christi – und schrieb: „Der Soundtrack des unerschrockenen Künstlers zum australischen Film Rabbit-Proof Fence sollte sich als fast genauso fesselnd erweisen“. Er beschrieb das Album als „atmosphärisch, oft bedrohlich“ und als „eine kumulative emotionale Kraft“ aufgrund seiner „verwobenen Motive“.

### Charts und Chartplatzierungen
| ChartsChartplatzierungen | Höchstplatzierung | Wochen |
| ------------------------ | ----------------- | ------ |
| Deutschland (GfK)        | 78 (1 Wo.)        | 1      |

### Auszeichnungen und Nominierungen
| Jahr | Preis                                   | Kategorie                 | für            | Resultat  |
| ---- | --------------------------------------- | ------------------------- | -------------- | --------- |
| 2002 | Australian Film Institute Awards        | Best Original Music Score | Long Walk Home | Gewonnen  |
| 2002 | Film Critics Circle of Australia Awards | Best Music Score          | Long Walk Home | Nominiert |
| 2002 | Inside Film Awards                      | Best Music                | Long Walk Home | Nominiert |
| 2003 | Golden Globe Awards                     | Beste Filmmusik           | Long Walk Home | Nominiert |
| 2003 | Ivor Novello Awards                     | Best Original Film Score  | Long Walk Home | Nominiert |